# 파텐 하마마
파텐 하마마(아랍어: فاتن حمامة, 영어: Faten Hamama, 1931년 5월 27일 ~ 2015년 1월 17일)는 이집트의 배우, 영화 제작자이다. 7살이었던 1939년에 데뷔했다. 이집트와 중동을 대표하는 여배우 중 한 명이다. 이집트 영화 산업에 많은 기여를 했으며, 이집트 사회와 영화계에서 여성의 중요성을 강조했다. 2000년, 이집트 작가·평론가 조합에서 세기의 스타로 선정했다.

## 같이 보기
- 나디아 루트피